# Инга Абитова
Инга Едуардовна Абитова (рус. Инга Эдуардовна Аби́това; Новокујбишевск, Самарска област Русија, 6. март 1982) је руска атлетичарка, специјалиста за трчање на 10.000 м и маратон. У националном тиму Русије је од 2005. године.
Абитова је освојила златну медаљу у трци на 10.000 метара на Европском првенству у Гетеборгу 2006. са временом од 30:31,42. Године 2005. победила је на Београдском маратону (2:38:20). Исте године са репрезентацијом Русије освојила је прво место у екипној конкуренцији на Светском првенству у кросу одржаном у Тилбургу.
Учествовала је на Олимпијским играма 2008. у Пекингу и била шеста (30:37,33) на 10.000 метара.
Године 2010. на Европском првенству у Барселони у трци на 10.000 метара је била друга (31:22,83) иза турске такмичарке Елван Абејлегасе. Исте године била је друга на Лондонском маратону.

## Допинг и казна
Руска атлетска федерација (ВФЛА) је објавила 7. новембра 2012. да је суспендовала Ингу Абитову због допинга на две године. Суспендована је због „абнормалног нивоа хемоглобина у биолошком пасошу”. ВФЛА је поништила све резултате Абитове постигнуте од 10. октобра 2009.. Суспензија је почела од 11. октобра 2012. године.